# Anunásik
Anunásik (hindsky अनुनासिक, anunāsika nebo चंद्रबिंदु, čandrabindu) je diakritické znaménko, používané v řadě indických písem k vyznačení určitého typu nazalizace. Přesná výslovnost se liší nejen jazyk od jazyka, ale také v závislosti na okolních hláskách ve slově.

## Dévanágarí
V písmu dévanágarí vypadá anunásik jako miska, resp. položený měsíc (čandra), ve kterém leží tečka (bindu), odtud název čandrabindu. Klade se nad slabiku, která se má vyslovit nosově.

### Sanskrt
V klasickém sanskrtu se čandrabindu/anunásik objevuje nad zdvojenou souhláskou ल्ल (lla), které se pak vyslovuje nosově. Vyskytuje se tam, kde původní -nl- bylo asimilováno kvůli sandhi.

### Hindština
Ve spisovné hindštině čandrabindu označuje nazalizaci samohlásky. Ve spojení se samohláskami zapisovanými nad souhláskou se místo něj používá anusvár. Píšeme tedy हूँ (hū̃ = hindsky jsem) a माँ (mā̃ = máma), ale में (mẽ = v), मैं (mãi = já), नहीं (nahī̃ = ne) apod. Anunásik se často nahrazuje anusvárem, lze se tedy setkat i se slovy हूं a मां, a to jak ve starých, tak v nových tiskovinách.

### Nepálština
Pro nepálštinu platí v zásadě stejná pravidla jako pro hindštinu, ale z důvodu menší ustálenosti nepálského pravopisu se setkáme s větší variabilitou a mnohá slova se objevují alternativně jak s anusvárem, tak s anunásikem.

## Unicode
Na počítačích je v Unicode anunásik reprezentován pouze jako samostatný znak (na rozdíl od českých diakritických znamének, kde existují kódy i pro všechny potřebné kombinace základních písmen s diakritikou). V logické posloupnosti znaků následuje vždy až za znakem pro nosnou souhlásku dané slabiky. Je pak na příslušném fontu a na vykreslovací knihovně, aby zařídily, že se zobrazí správný výsledný znak písmene s diakritikou. Pokud dotyčná slabika obsahuje jinou než inherentní samohlásku, píše se znak anusváru až za znakem pro samohlásku, např. ma+ā+~ = म + ा + ँ = माँ.
Na rozdíl od anusváru čandrabindu chybí v písmu gurmukhí ani v tamilském, kannadském a malajálamském písmu.
| Hex  | Dec  | Název                       | Znak |
| 0310 | 0784 | COMBINING CANDRABINDU       | ̐     |
| 0901 | 2305 | DEVANAGARI SIGN CANDRABINDU | ँ     |
| 0981 | 2433 | BENGALI SIGN CANDRABINDU    | ঁ     |
| 0A81 | 2689 | GUJARATI SIGN CANDRABINDU   | ઁ     |
| 0B01 | 2817 | ORIYA SIGN CANDRABINDU      |      |
| 0C01 | 3073 | TELUGU SIGN CANDRABINDU     | ఁ     |